# هارالد شيفر
هارالد شيفر (بالألمانية: Harald Schäfer)‏ هو أستاذ جامعي وكيميائي ألماني، ولد في 10 فبراير 1913 في ينا في ألمانيا، وتوفي في 21 ديسمبر 1992.